# Episodi di Guardia costiera (tredicesima stagione)
La tredicesima stagione della serie televisiva Guardia costiera è stata trasmessa in anteprima in Germania dalla ZDF tra il 21 ottobre 2009 e il 14 aprile 2010.
| nº | Titolo originale              | Titolo italiano            | Prima TV Germania | Prima TV Italia |
| -- | ----------------------------- | -------------------------- | ----------------- | --------------- |
| 1  | Nacht der Angst               | Notte di paura             | 21 ottobre 2009   |                 |
| 2  | Störmanöver                   | Manovra diversiva          | 28 ottobre 2009   |                 |
| 3  | Nehmt Abschied Brüder         | Cattive amicizie           | 4 novembre 2009   |                 |
| 4  | Pakt mit dem Teufel           | Patto col diavolo          | 11 novembre 2009  |                 |
| 5  | Verhängnis                    | Destino avverso            | 18 novembre 2009  |                 |
| 6  | Bittere Wahrheit              | Gioco pericoloso           | 25 novembre 2009  |                 |
| 7  | Russisches Roulette           | Roulette russa             | 2 dicembre 2009   |                 |
| 8  | Endstation Hoffnung           | L'ultima speranza          | 9 dicembre 2009   |                 |
| 9  | Bis dass der Tod uns scheidet | Finché morte non ci separi | 16 dicembre 2009  |                 |
| 10 | Man stirbt nur zweimal        | Si muore solo due volte    | 23 dicembre 2009  |                 |
| 11 | Das Geheimnis der Molly Rose  | Il mistero Molly Rose      | 30 dicembre 2009  |                 |
| 12 | Mörder ohne Gesicht           | L'assassino senza volto    | 6 gennaio 2010    |                 |
| 13 | Wunden der Vergangenheit      | Ferite del passato         | 13 gennaio 2010   |                 |
| 14 | Gefährliche Liebschaft        | Relazioni pericolose       | 27 gennaio 2010   |                 |
| 15 | Tödliche Algen                | Alghe assassine            | 3 febbraio 2010   |                 |
| 16 | Verraten und verkauft         | Tradito e venduto          | 10 febbraio 2010  |                 |
| 17 | Ein falscher Tod              | Una falsa morte            | 17 febbraio 2010  |                 |
| 18 | Gefährliche Enthüllung        | Scoperta pericolosa        | 3 marzo 2010      |                 |
| 19 | Bitterer Verdacht             | Amaro sospetto             | 10 marzo 2010     |                 |
| 20 | Morsezeichen aus dem Jenseits | Segnali morse dall'aldilà  | 17 marzo 2010     |                 |
| 21 | Alte Wunden                   | Vecchie ferite             | 24 marzo 2010     |                 |
| 22 | Auf Gedeih und Verderb        | Un insolito ricatto        | 31 marzo 2010     |                 |
| 23 | Herzrasen                     | Batticuore                 | 7 aprile 2010     |                 |
| 24 | Der Duft des Todes            | Il profumo della morte     | 14 aprile 2010    |                 |